# 奧爾費河
51°46′15.5″N 7°52′41.8″E / 51.770972°N 7.878278°E

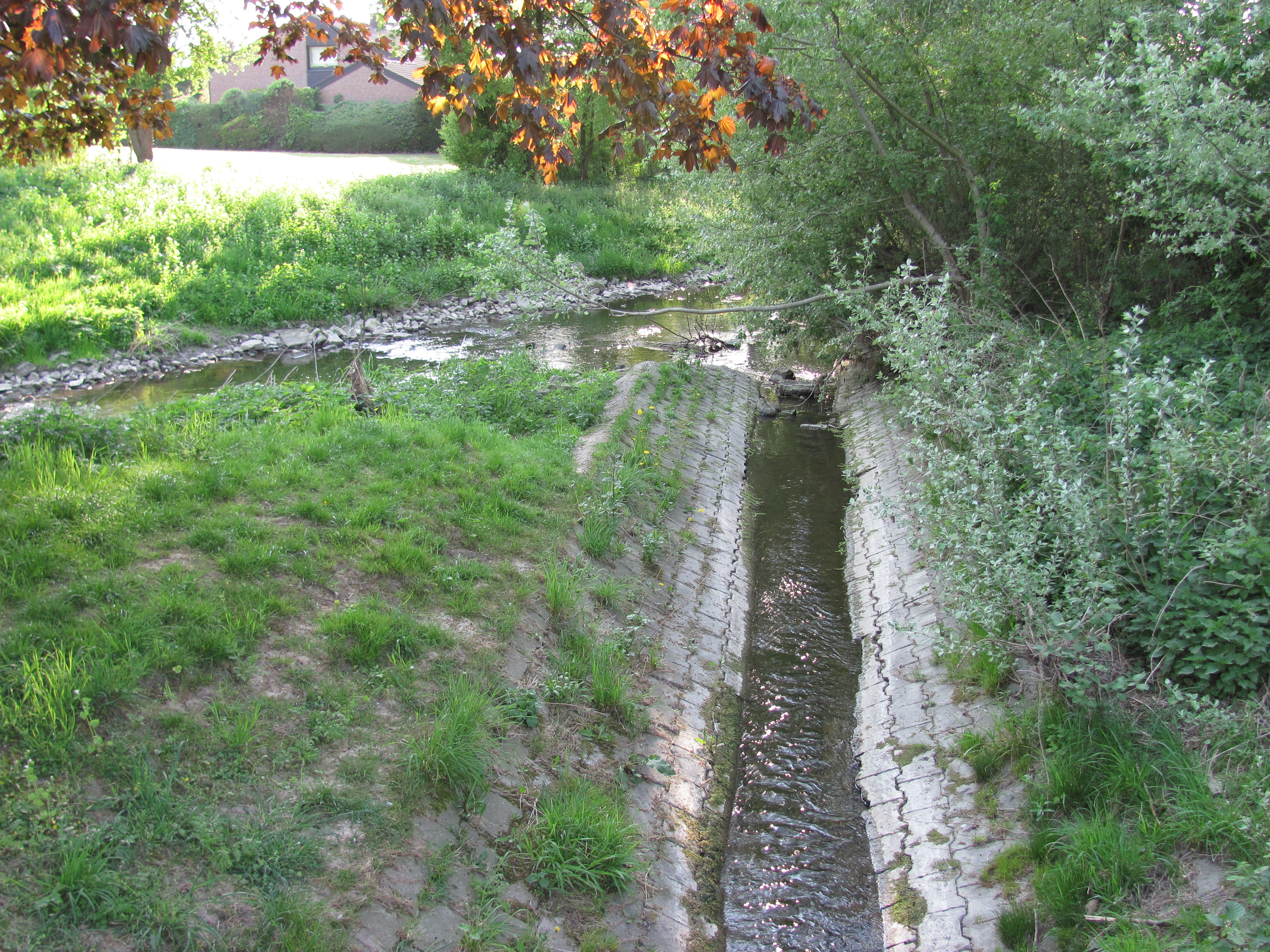

奧爾費河（德語：Olfe），是德國的河流，位於該國西部，處於北萊茵-威斯特法倫州，屬於韋爾瑟河的右支流，河道全長7.8公里，流域面積12.8平方公里。